# Chatigão
Pronunciação
Chatigão ou Chitagongue (em bengali: চট্টগ্রাম; romaniz.: Chattagam; em inglês: Chittagong) é uma cidade do Bangladexe situada perto da baía de Bengala. Tem cerca de 4 109 000 habitantes e é um centro industrial de grande importância, nomeadamente na refinação de petróleo. Tem uma universidade.
Fazia parte de um antigo reino hindu quando foi conquistado pelo rei budista de Arracão no século IX. Foi conquistada no século XIII pelos mongóis mas reconquistada no século XVI por Arracão. Em 1528 os portugueses estabeleceram aqui uma feitoria e alfândega, com a designação de Porto Grande de Bengala. A aglomeração cresceu, tornando-se um grande centro de comércio. Os jesuítas ergueram duas igrejas e uma residência. Nos anos de 1590, os Portugueses também apoderaram-se do forte de Chatigão e fizeram tributária a ilha de Sundiva. Em 1598, havia 2 500 portugueses e Eurasianos em Chatigão e Arracão. Em 1602, Sundiva foi conquistada por Domingo Carvalho e Manuel de Matos. Esta ilha foi, porém, perdida pouco tempo depois (c. 1605). Perto do final do século XVI, os portugueses também se estabeleceram em Dianga (hoje Bunder ou Feringhi Bunder), em frente de Chatigão, na margem sul do rio Carnapuli. Em 1607 Sundiva foi de novo conquistada pelos portugueses comandados por Sebastião Gonçalves Tibau, mas dez anos mais tarde, em 1616, este sendo derrotado, os portugueses de Bengala Oriental (fora do controle de Goa) dedicaram-se à pirataria. Aliaram-se com o rei de Arracão e estabeleceram-se em Dianga e Chatigão. De lá, em 1665, quando os mogóis tomaram Chatigão, mudaram-se para Ferengui Bazar (a sul do que é atualmente Daca), onde ainda residem descendentes portugueses.
Chatigão voltou a fazer parte do Império Mogol do século XVII até 1760 quando foi ocupada pelos britânicos.

## Cidades-irmãs
- Vientiane, Laos
- Kunming, China
- Goiânia, Brasil[4]